# Щуковые
Щуковые (лат. Esocidae) — семейство лучепёрых рыб отряда щукообразных, распространены в пресных водоёмах Северного полушария. В состав семейства включают три рода с 9 видами.
Тело удлинённое, покрыто мелкой чешуёй (не менее 100 чешуек по боковой линии). Брюшные плавники расположены далеко за грудными. Спинной плавник сильно смещен назад, анальный плавник расположен под спинным плавником. Рот большой. Рыло вытянутое, сплющено сверху вниз, нижняя челюсть немного выдаётся. На верхней челюсти, сошнике, нёбных костях, языке иглоподобные зубы, направленные назад; на нижней челюсти зубы сильные, клыкообразные. Задний край верхней челюсти свободный. Хвостовой плавник выемчатый или усечённый.

## Классификация
До 2016 года семейство считалось монотипическим, с единственным родом щук (Esox). После ревизии отряда два рода перенесены из семейства умбровых в семейство щуковых:
- Род Esox — Щуки, 5 современных видов и один вымерший
- Род Novumbra — Новумбры, монотипический
- Род Dallia — Даллии, 3 вида